# Wilmar Valencia
Pour les articles homonymes, voir Valencia.
Elar Wilmar Elisban Valencia Pacheco, plus couramment appelé Wilmar Valencia, né le 27 octobre 1961 à Camaná au Pérou, est un footballeur péruvien qui jouait au poste de défenseur ou milieu relayeur. Il est actuellement entraîneur.

## Biographie

### Carrière en club
Wilmar Valencia fait ses débuts professionnels au Coronel Bolognesi en 1979 mais c'est à l'Alianza Lima où il passe la plus grande partie de sa carrière dans les années 1980 et 1990. Il participe avec cette dernière équipe à la Copa Libertadores, disputant dix matchs dans cette compétition.
Il compte également deux expériences à l'étranger : au Salvador, avec l'Atlético Marte (1987) et en Bolivie, au Club Blooming (1989). Sa dernière expérience en club le conduit à l'Aurora Chancayllo, en 2e division péruvienne, en 2001.

### Carrière en équipe nationale
International péruvien, il compte 14 sélections (pas de but marqué) entre 1984 et 1989. 
Il participe avec le Pérou à la Copa América 1989 organisée au Brésil. Lors de cette compétition, il joue quatre matchs, avec pour résultats trois nuls et une défaite.

### Carrière d'entraîneur
Wilmar Valencia possède une longue carrière d'entraîneur depuis ses débuts à l'Unión Huaral en 2000. Il remporte notamment le tournoi d'ouverture de 2003 avec le Sporting Cristal, puis la Copa Bicentenario, à la tête de l'Atlético Grau, en 2019.

## Palmarès

### Palmarès de joueur
Alianza Lima
- Championnat du Pérou :
  - Vice-champion : 1986, 1987, 1993 et 1994.

### Palmarès d'entraîneur
| Sporting Cristal - Championnat du Pérou : - Vice-champion : 2003. - Tournoi d'ouverture (1) : - Vainqueur : 2003-A. |  | Atlético Grau - Copa Bicentenario (1) : - Vainqueur : 2019. |